# Anisodes spissata
Anisodes spissata är en fjärilsart som beskrevs av W. Warren 1900. Anisodes spissata ingår i släktet Anisodes och familjen mätare. Inga underarter finns listade i Catalogue of Life.